# 第502SS猟兵大隊
第502SS猟兵大隊(ドイツ語：SS-Jäger-Bataillon 502)は、第二次世界大戦中のナチス・ドイツに存在した特殊部隊である。武装親衛隊のコマンド部隊として編成され、オットー・スコルツェニーの元で様々な特殊作戦を遂行した。
部隊名称は何度か変更されているが、1943年以降はフリーデンタールに駐屯地を置いたことからSSフリーデンタール駆逐戦隊(ドイツ語：SS-Jagdverband Friedenthal)とも通称された。

## 歴史

### オラニエンブルク特別教育隊
1942年、親衛隊作戦本部のハンス・ユットナー将軍によりオラニエンブルク特別教育課程(Sonderlehrgang Oranienburg)なる特殊部隊の編成が行われた。国防軍のブランデンブルク部隊に対抗する形で設置されたこの部隊はオラニエンブルクに駐屯し、オランダ人義勇兵のピーテル・ファン・フェッセム(Pieter van Vessem)親衛隊大尉を指揮官とする100名の志願者で編成されていた。彼らが最初に従事した「オスプレイ作戦」では、察知されることなくアイルランドへの潜入に成功している。また1943年には5名の隊員がイランに落下傘で降下し、連合国に対する抵抗運動への援助を試みた。その後、部隊の拠点はフリーデンタールの訓練施設に移り、名称もフリーデンタール特殊任務特別教育課程(ドイツ語：Sonderlehrgang zbV Friedenthal)に変更された。この段階で規模はおよそ300名まで拡大され、隊員はオランダおよびフランドル出身の義勇兵が大半を占め、その他にハンガリー出身の民族ドイツ人兵士も参加していた。また同時期に指揮官はオットー・スコルツェニーに交代している。

### 第502SS猟兵大隊
1943年6月、フリーデンタール特殊作戦特別教育隊は第502SS猟兵大隊(SS-Jäger-Bataillon 502)として再編成された。当初は親衛隊(SS)の懲罰部隊から追加の隊員を募るも訓練に支障をきたした為、スコルツェニーはドイツ国防軍及び親衛隊の一般部隊から志願兵を募る許可を得た。こうして100人の親衛隊員、50人の空軍将兵、150人の陸軍将兵が加わり、彼らによって本部中隊及び2個中隊が編成され、特殊作戦に関する専門的な訓練が執り行われた。

#### 特殊作戦

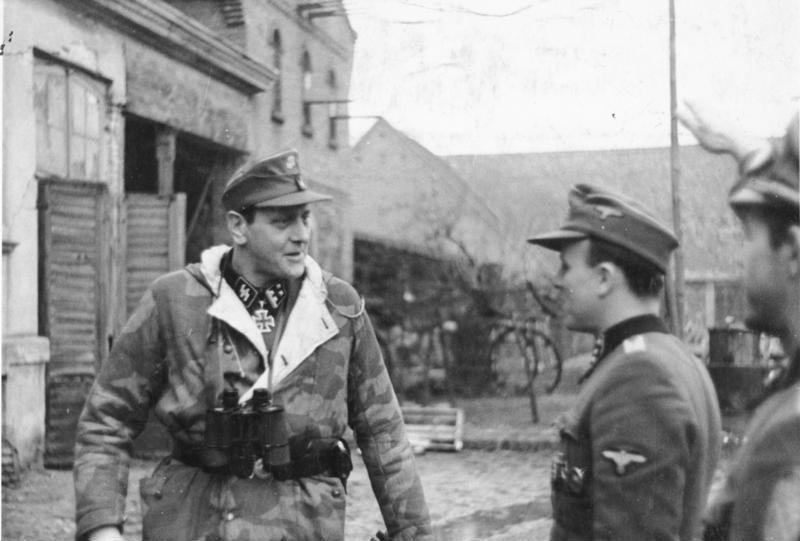
スコルツェニーと第502大隊の将兵

1943年9月にはベニート・ムッソリーニの救出を目的とした「柏作戦」(グラン・サッソ襲撃)が発動されたが、スコルツェニーをはじめとする14名が第502SS猟兵大隊から参加した。
その後もフィリップ・ペタン将軍の誘拐作戦など、実行されなかったものも含めて様々な特殊作戦に従事した。
1944年2月、ホイヤー大尉を中隊長としてオランダおよびフランドル出身の義勇兵による第3中隊が新たに編成された。同月、第1及び第2中隊は4週間の特別訓練の為、クールマルク演習場に向かい、その後1か月以上東部戦線に従軍した。
1944年7月20日、アドルフ・ヒトラー暗殺未遂事件の後にベントラー街(官庁街)を確保する為、第1中隊がベルリンにて展開している。
1944年8月には50名の隊員がルーマニアにおけるラントフリート作戦(Landfried)に参加し、赤軍の大攻勢を足止めするべく道路や鉄道の破壊を行った。この作戦はヴァルター・ギルクによって立案されたという。
1944年10月15日、ハンガリーにおけるクーデター計画、パンツァーファウスト作戦が発動された。この作戦にもスコルツェニーらが関与し、ホルティ・ミクローシュ提督の子息誘拐(ミッキーマウス作戦)などを行っている。

### SSミッテ駆逐戦隊
1944年11月10日、第502SS猟兵大隊はSSミッテ駆逐戦隊(SS-Jagdverband Mitte、ミッテは中部方面程度の意味)として再編成された。スコルツェニーはSSミッテ駆逐戦隊や第600SS降下猟兵大隊、第200爆撃航空団などの隊員から第150装甲旅団(150. Panzer-Brigade)を編成し、鹵獲した軍服や装備品を用いて編成した「偽のアメリカ軍」による謀略作戦 (グライフ作戦) を展開した。その後、SSミッテ駆逐戦隊は東部戦線を転戦した後、1945年4月にオーストリアのアルプス国家要塞への移動を命じられるが、その道中のリンツにて終戦を迎えた。ただし、この要塞はプロパガンダ上のみに存在する架空の軍事施設に過ぎず、元々到達は不可能であった。